# Uğur Yıldırım
Uğur Yıldırım (Apeldoorn, 8 mei 1982) is een Nederlands-Turkse voormalig voetballer die als aanvaller speelde. Yıldırım maakte vooral indruk tijdens zijn periode bij sc Heerenveen en werd onder meer wereldkampioen vrije trappen. De vleugelspeler kwam eenmaal uit voor het Nederlands voetbalelftal.

## Clubvoetbal
De rechterspits heeft ooit bij zijn eerste profclub Go Ahead Eagles zes keer gescoord in een wedstrijd. Zijn eerste club was AVV Brink en Orden in Apeldoorn-West. Op 31 december 2004 werd hij in Marbella wereldkampioen vrijetrappen, nog vóór de Franse vedette Zinédine Zidane.
Vanaf het seizoen 2004/05 speelde Yıldırım bij sc Heerenveen waar hij vooral het eerste seizoen succesvol was. Ook in het tweede seizoen was hij nog een vaste waarde. In het seizoen 2006/07 kampte Yıldırım met blessures en door een kleine onenigheid met trainer Gertjan Verbeek was hij niet langer een vaste waarde in het team, en gaf hij ook aan graag te willen vertrekken naar een Turkse ploeg. Hoewel Verbeek Yıldırım liever had gehouden werkte de club mee aan een transfer naar het Turkse Gaziantepspor. Wegens problemen met het uitbetalen van de salarissen bij Gaziantepspor, vertrok Yıldırım halverwege het seizoen 2007/08 naar de toenmalige koploper Sivasspor. Hij vond echter dat hij sportief niet tot zijn recht kwam bij deze club en liet zijn contract in 2008 ontbinden.
Yıldırım was op proef bij achtereenvolgens Blackburn Rovers, Plymouth Argyle en Watford in Engeland en verbleef een week op stage bij Neftçi Bakoe in Azerbeidzjan. Tussendoor trainde hij mee met de selectie van FC Zwolle. Uiteindelijk tekende hij in januari 2009 een contract voor een half jaar bij Kasımpaşa in de TFF 1. Lig, de Turkse tweede klasse. In 2010 werd Yıldırım door AGOVV Apeldoorn gecontracteerd, waarna hij in totaal zestien competitiewedstrijden voor de Apeldoornse formatie speelde. Van 2012 tot en met 2015 speelde hij voor CSV Apeldoorn.

## Interlands

### Nederland
Nadat Yıldırım op 22 januari 2005 het besluit nam om voor het Nederlands elftal uit te komen - hij moest kiezen tussen Nederland en Turkije - speelde hij zijn enige interland op 9 februari van hetzelfde jaar in en tegen Engeland op Villa Park. In de 64e minuut verving hij Feyenoorder Romeo Castelen. Het duel eindigde overigens in 0–0. Aangezien de wedstrijd tegen Engeland een oefeninterland betrof, kon Yıldırım nog steeds voor het Turkse nationale elftal uitkomen.

## Clubstatistieken
| Seizoen | Club            | Wedstrijden | Doelpunten | Competitie     |
| ------- | --------------- | ----------- | ---------- | -------------- |
| 2000/01 | Go Ahead Eagles | 18          | 3          | Eerste divisie |
| 2001/02 | Go Ahead Eagles | 32          | 4          | Eerste divisie |
| 2002/03 | Go Ahead Eagles | 34          | 18         | Eerste divisie |
| 2003/04 | Go Ahead Eagles | 35          | 19         | Eerste divisie |
| 2004/05 | sc Heerenveen   | 34          | 7          | Eredivisie     |
| 2005/06 | sc Heerenveen   | 31          | 4          | Eredivisie     |
| 2006/07 | sc Heerenveen   | 18          | 1          | Eredivisie     |
| 2007/08 | Gaziantepspor   | 15          | 3          | Süper Lig      |
| 2007/08 | Sivasspor       | 3           | 1          | Süper Lig      |
| 2008/09 | Kasımpaşa       | 4           | 0          | 1. Lig         |
| 2010/11 | AGOVV Apeldoorn | 16          | 1          | Eerste divisie |
| Totaal  | Totaal          | 240         | 61         |                |

## Erelijst
- Wereldkampioen vrije trappen nemen 2004.[2]